# Mont Mégantic
Der Mont Mégantic ist ein 1105 m hoher Berg in der kanadischen Provinz Québec.
Er befindet sich in der regionalen Grafschaftsgemeinde Le Haut-Saint-François und gehört zu den Montérégie-Hügeln, liegt aber östlich abseits, in den Cantons de l’Est, unweit der Grenze zu den USA.
Der Berg besteht aus einer Granit-Intrusion aus der Kreidezeit. Er hat generell eine Kegelform und ist vollständig bewaldet.
Auf dem Gipfel befindet sich seit 1978 die Sternwarte Observatoire du Mont Mégantic, die über ein 1,6-Meter-Teleskop verfügt. Zum Gipfel führen eine asphaltierte Straße sowie zwei Fußwege vom Süden und vom Osten.
Zum Mont Mégantic-Bergmassiv, das etwa 10 km Durchmesser hat, gehören noch folgende Gipfel: Mont-Notre-Dame (905 m) im Süden, Mont-Saint-Joseph (1065 m) und Mont Victoria (1055 m) im Osten und Pain de Sucre (650 m) im Westen. Der Mont Mégantic selber und der größte Teil des Bergmassivs bilden seit 1994 den Provinzpark Parc national du Mont-Mégantic.

## Weblinks

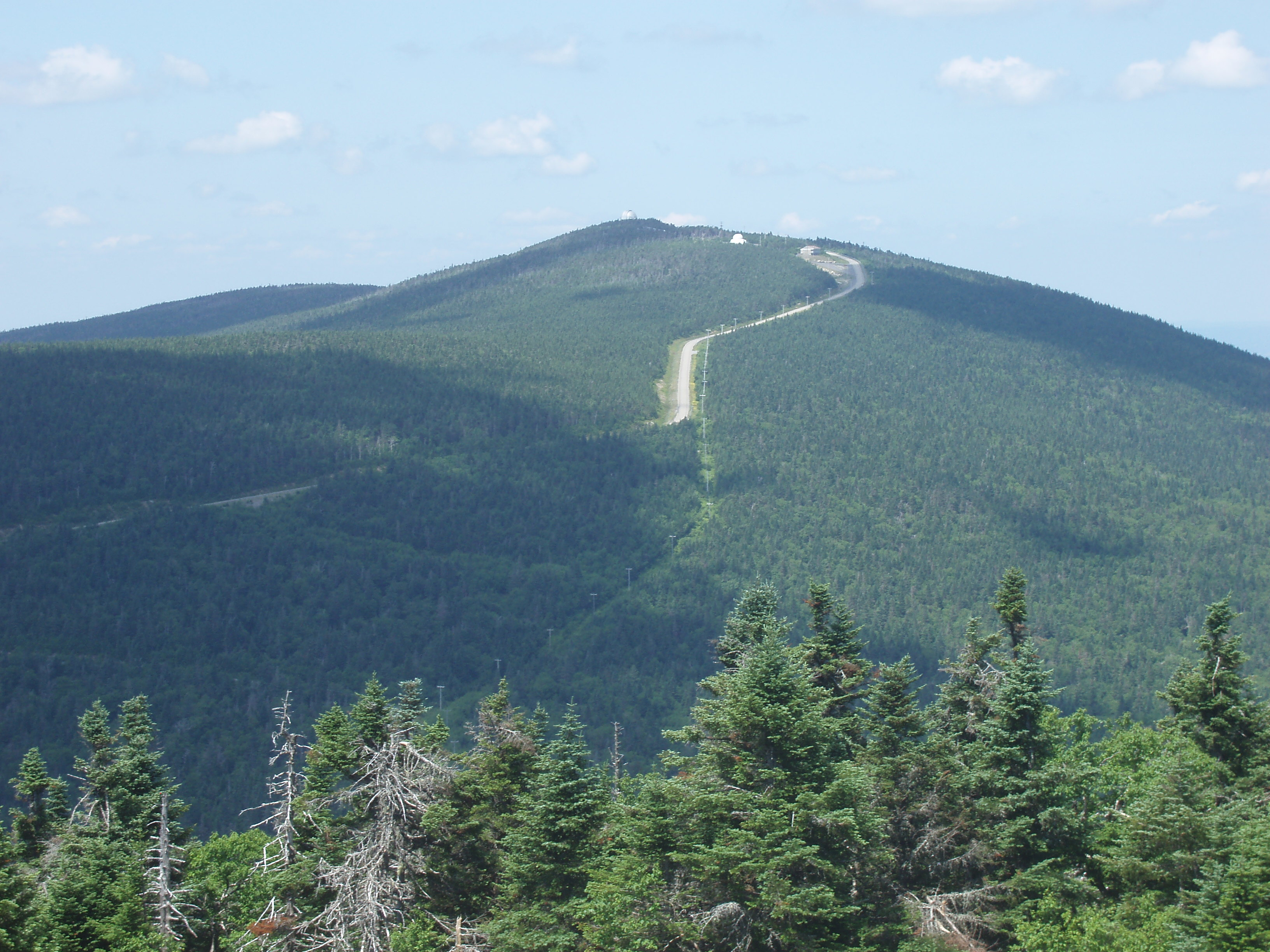
Mont Mégantic mit Sternwarte auf dem Gipfel von Osten aus gesehen